# Кутаисский государственный исторический музей
Кутаисский государственный исторический музей имени Нико Бердзенишвили (груз. ნიკო ბერძენიშვილის სახელობის ქუთაისის სახელწმიფო ისტორიული მუზეუმი — крупнейший в Имеретии исторический музей, расположенный в Кутаиси и являющийся вторым после Тбилисского государственного музея историческим музеем Грузии.
Музей носит имя грузинского историка, академика Николая Александровича Бердзенишвили.

## История
Первые коллекции Кутаисского историко-этнографического музея размещались в доме управляющего музеем Григола Гвелесиани, а позднее были перенесены в здание Кутаисского университета. Первым директором стал Трифон Джапаридзе.
Музей был образован в 1921 году и размещён в трёхэтажном здании, построенном в Кутаиси в 1894—1896 годах для Национального банка Грузии на углу улиц Церетели и Пушкина.
В 2005 году был реконструирован зал «Золотые сокровища», а с 2006 года начата полная реконструкция здания в связи с чем общая площадь помещений открытых для посещения туристами составляет 802 м², площадь экспозиций — 365 м², помещение для временных выставок — 69 м², площадь хранилища — 1840 м², реставрационное помещением — 24 м², музейный магазин — 25 м².
Музей издаёт ежемесячный журнал «Khidi» («Мост»), а также газету «Музейные новости». Также были изданы сборники — «Кутаисская археология», «О чём говорят музейные экспонаты», «Сокровищница Гелати», «Церковная сокровищница Грузии», «История производства чеканной посуды», «Описание музейных письменностей Кутаиси», «Материалы античного периода из Кутаисского музея» и другие издания.

## Фонды

Моцаметское Евангелие XII

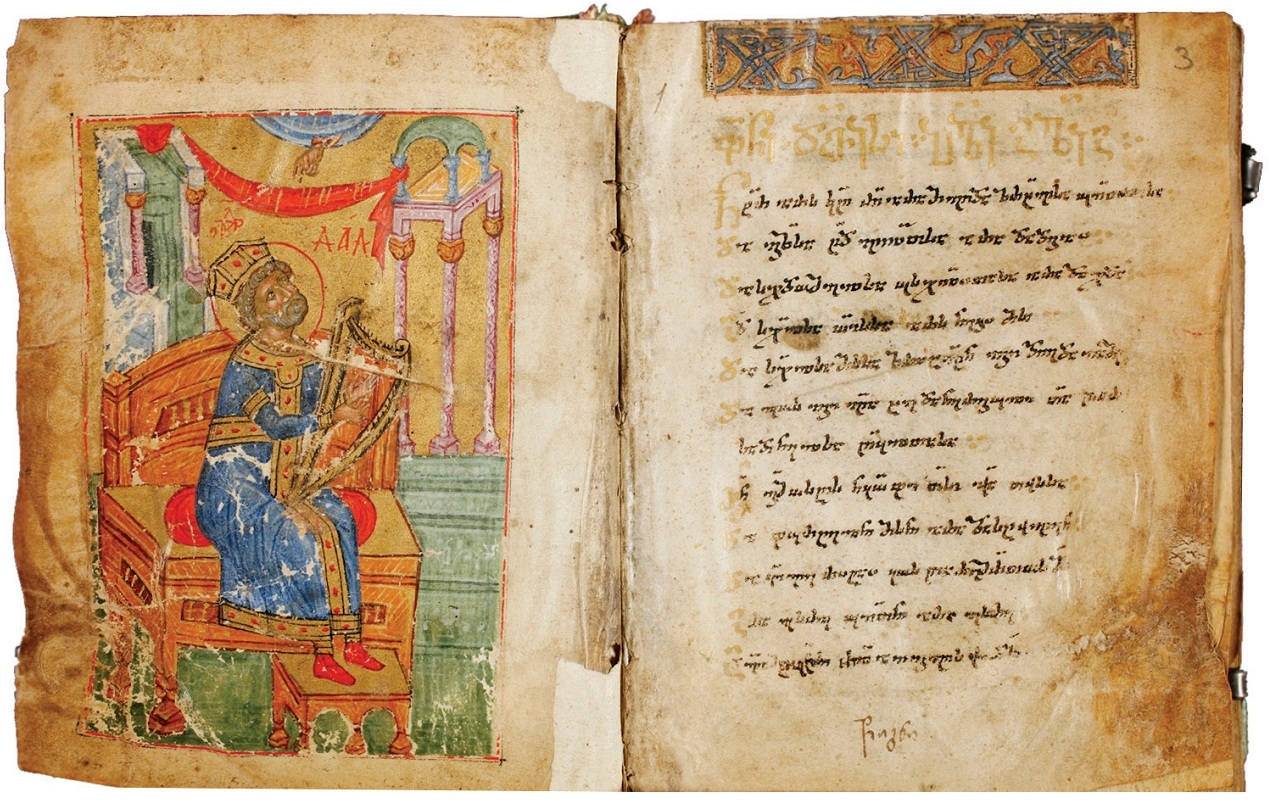
«Золотое Евангелие» 1502

Фонды музея в настоящее время составляют 190 998 экспонатов, а в экспозиции представлены предметы истории, начиная с каменного и бронзового века — результаты работы археологических экспедиций практически по всей западной Грузии, а также значительные коллекции античности и раннего средневековья.
Уникальны бронзовая скульптура мужчины, найденная близ села Ферсати, женская бронзовая скульптура из Гегути. Из нумизматической коллекции выделяется уникум V века — серебряная колхидская дидрахма. Также представлены колхидские драхмы VI—III век до н. э., золотой статер с изображением Александра Македонского, Георгия III-го, Тамары, монеты Георгия Блистательного.
В музейном сокровищнице хранятся чеканные работы средних веков: серебряная ставротека и письменница (X век), изображения Рождества и Воскресения Христова, лорфины XI (из Шлропана и Моцамета). Икона Христа из Моцамета XI—XII века, предметы из золота XVII—XVIII веков. В фонде рукописей находятся 800 книг, в основном из западной Грузии: Евангелие (начало XI века), агиографический сборник пятитомник Иоанна Ксилофилиониса переведённый на грузинский язык (XI век), перевод Эквтиме Атонелисели эгзегетических работ Иоанна Златоуста, переписанные для монастыря Кацхи Габриелем Котаией.
В музее хранятся 8 рукописей «Витязя в тигровой шкуре»; рукописи Сулхан-Саба Орбелиани и произведение Вахтанга VI.
В музее хранятся личные архивы и автографы Кирилла Лордкипанидзе, Георгия Здановича, Александра Гарсеванишвили, Дмитрия Назаришвили, Давида Месхи, Трифона Джапаридзе и других. Также сохраняются архивы монастырей Гелати и Моцамета, канцелярии Кутаисской епархии, грузинской гимназии, Кутаисского этнографического общества, совета производителей чёрного камня Чиатуры и другие архивы. В музейной библиотеке находится более 40 тысяч книг.